# Mario Mihai
Mario Mihai (n. 16 februarie 1999, București, România) este un fotbalist român, care joacă pe post de mijlocaș la FCSB II în Liga a IV-a București, împrumutat de la FCSB.

## Statistici de carieră

### Club
| Club                | Season       | Liga    | Liga   | Cupa    | Cupa   | Cupa Ligii | Cupa Ligii | Europa  | Europa | Amicale | Amicale | Total   | Total  | Total |
| Club                | Season       | Meciuri | Goluri | Meciuri | Goluri | Meciuri    | Goluri     | Meciuri | Goluri | Meciuri | Goluri  | Meciuri | Goluri |       |
| ------------------- | ------------ | ------- | ------ | ------- | ------ | ---------- | ---------- | ------- | ------ | ------- | ------- | ------- | ------ | ----- |
| Steaua București    | 2016–17      | 1       | 0      | 0       | 0      | 0          | 0          | 0       | 0      | –       | –       | 1       | 0      |       |
| Steaua București    | 2017–18      | 0       | 0      | 2       | 0      | –          | –          | –       | –      | –       | –       | 2       | 0      |       |
| Total               | Total        | 1       | 0      | 2       | 0      | 0          | 0          | 0       | 0      | –       | –       | 3       | 0      |       |
| Steaua II București | 2016–17      | 24      | 1      | –       | –      | –          | –          | –       | –      | –       | –       | 24      | 1      |       |
| Steaua II București | 2017–18      | 10      | 6      | –       | –      | –          | –          | –       | –      | –       | –       | 10      | 6      |       |
| Total               | Total        | 34      | 7      | –       | –      | –          | –          | –       | –      | –       | –       | 34      | 7      |       |
| Academica Clinceni  | 2017–18      | 2       | 0      | 0       | 0      | –          | –          | –       | –      | –       | –       | 2       | 0      |       |
| Total               | Total        | 2       | 0      | 0       | 0      | –          | –          | –       | –      | –       | –       | 2       | 0      |       |
| Career Total        | Career Total | 37      | 7      | 2       | 0      | 0          | 0          | 0       | 0      | –       | –       | 39      | 7      |       |

Statistici exacte de meci a jucate la 30 noiembrie 2017